# بانکو دی برزیل
بانکو دی برزیل (انگلیسی: Banco de Brasília) شرکت خدمات مالی و بانکداری برزیلی است، که در سال ۱۹۸۳ تأسیس شد.